# Ambérieux-en-Dombes
Ambérieux-en-Dombes és un municipi francès situat al departament de l'Ain i a la regió d'Alvèrnia-Roine-Alps. L'any 2007 tenia 1.544 habitants.

## Demografia

### Població
El 2007 la població de fet d'Ambérieux-en-Dombes era de 1.544 persones. Hi havia 548 famílies de les quals 111 eren unipersonals (64 homes vivint sols i 47 dones vivint soles), 146 parelles sense fills, 248 parelles amb fills i 43 famílies monoparentals amb fills.
La població ha evolucionat segons el següent gràfic:
Habitants censats

### Habitatges
El 2007 hi havia 579 habitatges, 551 eren l'habitatge principal de la família, 11 eren segones residències i 16 estaven desocupats. 512 eren cases i 65 eren apartaments. Dels 551 habitatges principals, 420 estaven ocupats pels seus propietaris, 123 estaven llogats i ocupats pels llogaters i 9 estaven cedits a títol gratuït; 6 tenien una cambra, 26 en tenien dues, 64 en tenien tres, 157 en tenien quatre i 298 en tenien cinc o més. 479 habitatges disposaven pel capbaix d'una plaça de pàrquing. A 199 habitatges hi havia un automòbil i a 311 n'hi havia dos o més.

### Piràmide de població
La piràmide de població per edats i sexe el 2009 era:
| Homes | Edats   | Dones |
| ----- | ------- | ----- |
| 0     | 95 o +  | 0     |
| 8     | 90 a 94 | 8     |
| 4     | 85 a 89 | 8     |
| 4     | 80 a 84 | 16    |
| 8     | 75 a 79 | 12    |
| 28    | 70 a 74 | 12    |
| 16    | 65 a 69 | 24    |
| 24    | 60 a 64 | 20    |
| 24    | 55 a 59 | 32    |
| 36    | 50 a 54 | 36    |
| 32    | 45 a 49 | 44    |
| 60    | 40 a 44 | 48    |
| 100   | 35 a 39 | 64    |
| 56    | 30 a 34 | 60    |
| 44    | 25 a 29 | 60    |
| 28    | 20 a 24 | 8     |
| 40    | 15 a 19 | 48    |
| 80    | 10 a 14 | 72    |
| 64    | 5 a 9   | 68    |
| 60    | 0 a 4   | 28    |

## Economia
El 2007 la població en edat de treballar era de 1.026 persones, 770 eren actives i 256 eren inactives. De les 770 persones actives 721 estaven ocupades (398 homes i 323 dones) i 48 estaven aturades (26 homes i 22 dones). De les 256 persones inactives 87 estaven jubilades, 106 estaven estudiant i 63 estaven classificades com a «altres inactius».

### Ingressos
El 2009 a Ambérieux-en-Dombes hi havia 564 unitats fiscals que integraven 1.543,5 persones, la mediana anual d'ingressos fiscals per persona era de 20.070 €.

### Activitats econòmiques
Dels 72 establiments que hi havia el 2007, 1 era d'una empresa extractiva, 1 d'una empresa alimentària, 4 d'empreses de fabricació d'altres productes industrials, 18 d'empreses de construcció, 13 d'empreses de comerç i reparació d'automòbils, 2 d'empreses de transport, 8 d'empreses d'hostatgeria i restauració, 3 d'empreses financeres, 3 d'empreses immobiliàries, 4 d'empreses de serveis, 9 d'entitats de l'administració pública i 6 d'empreses classificades com a «altres activitats de serveis».
Dels 28 establiments de servei als particulars que hi havia el 2009, 1 era una oficina de correu, 1 una oficina bancària, 1 funerària, 3 tallers de reparació d'automòbils i de material agrícola, 1 autoescola, 2 paletes, 1 guixaire pintor, 3 fusteries, 6 lampisteries, 1 electricista, 3 perruqueries, 4 restaurants i 1 agència immobiliària.
Dels 3 establiments comercials que hi havia el 2009, 1 era una gran superfície de material de bricolatge, 1 una botiga de menys de 120 m² i 1 una botiga de mobles.
L'any 2000 a Ambérieux-en-Dombes hi havia 29 explotacions agrícoles que ocupaven un total de 923 hectàrees.

## Equipaments sanitaris i escolars
L'únic equipament sanitari que hi havia el 2009 era una farmàcia.
El 2009 hi havia una escola elemental.

## Poblacions més properes
El següent diagrama mostra les poblacions més properes.